# Pandanus yalna
Pandanus yalna är en enhjärtbladig växtart som beskrevs av R.Tucker. Pandanus yalna ingår i släktet Pandanus och familjen Pandanaceae. Inga underarter finns listade.